# Cotis II del Bósforo
Tiberio Julio Cotis II (griego antiguo : Τιβέριος Ἰούλιος Κότυς Β' Φιλόκαισαρ Φιλορώμαίος Eυσεbής) fue un rey de Bósforo que reinó de 124 a 133.

## Origen
Cotis II era hijo de Sauromates I; lleva el nombre de origen tracio de su bisabuelo el rey Cotis I.

## Reinado
El reinado de Cotis II es contemporáneo del emperador Adriano. Es conocido esencialmente por sus emisiones monetarias.
Durante el reinado de Cotis II, las acuñaciones comprenden los estateros de oro y las piezas divisionarias en bronce de 48 y 24 nummia. Las piezas de bronce tienen reversos indígenas con dos letras griegas «MH» en una corona de roble, y en el anverso el busto del emperador. En cuanto a los estateros, llevan la leyenda «BASILEWS KOTYOC» («rey Kotys»), con su busto en el anverso, tocado con una diadema sobre sus cabellos largos que caen sobre la nuca, y al dorso una «Niké» volando hacia la izquierda que mantiene una corona en la mano derecha y una palma en la mano izquierda.
Una correspondencia de Flavio Arriano deja pensar que a su muerte en 133, el emperador Adriano parece haber tenido veleidades de intervenir en su sucesión. Sin embargo, su hijo Roeœmetalces, que según sus monedas estaba ya asociado al trono desde hacía dos años, le sucedió.

## Posteridad
Cotys II deja dos hijos:
- Roemetalces;
- Eupator, que disputa el trono a su hermano antes de sucederle.